# ELife
eLife (ISSN 2050084X) — рецензируемый научный журнал открытого доступа в области наук о жизни и в особенности биомедицинских наук. Основан в 2011 году (выходит с 2012 года) Медицинским институтом Говарда Хьюза, обществом Макса Планка и Wellcome Trust, поддерживающими издание поныне, в 2018 году к ним для этого также присоединился Knut and Alice Wallenberg Foundation. Издаётся eLife Sciences Publications Ltd, зарегистрированной в США и Великобритании.
Главный редактор, он же редактор-основатель — нобелевский лауреат по физиологии или медицине 2013 года Рэнди Шекман, его заместителями являются Detlef Weigel, Ив Мардер и Анна Ахманова.
За 2016 год в журнале впервые было опубликовано более тысячи работ.
Входит в Nature Index.